# Mănăstirea Miclăușeni
Mănăstirea Miclăușeni este o mănăstire de călugărițe amplasată în satul Miclăușeni din județul Iași. La mănăstire se poate ajunge pe drumul de la Iași spre Roman (DN 28); imediat după intersecția de pe partea stângă spre satul Butea, se face încă o dată la stânga prin pădure pe drumul spre Castelul Sturdza.
Mănăstirea Miclăușeni a fost inclusă pe Lista monumentelor istorice din județul Iași din anul 2015, la numărul 1439, având codul IS-II-a-B-04199 și fiind formată din 3 obiective:
- Biserica "Sf. Voievozi", "Buna Vestire" - datând din 1787 și având codul IS-II-m-B-04199.01
- Castelul Sturza - datând din secolul al XVII-lea, reclădit în 1752 și în secolul al XIX-lea și având codul IS-II-m-B-04199.02
- Parcul - datând din secolul al XIX-lea și având codul IS-II-m-B-04199.03.

## Istoric

### Prima biserică
În anul 1752, vornicul Ioan Sturdza (1710-1792) a ridicat aici un conac boieresc cu demisol și parter și care avea formă de cruce. În 1782, el a construit o biserică de lemn cu hramurile "Sf. Voievozi" și "Buna Vestire" pentru a servi ca paraclis al curții boierești.
Pe pereții vechii biserici construite de vel-vornicul Ioan Sturza s-a aflat următoarea pisanie în limba română cu caractere chirilice: "Această sfăntă beserică întru care se prăznuește seborul sfinților celor fără de trup îngeri Mihail și Gavriil care din temelie sau ziditu de dumnealui Ioan Sturze vel-vornic fiul Sandului Sturze vel-logofătu la leat 1782". În prezent, vechea pisanie se află încastrata în zid într-o încăpere de la parterul aripii de est a Castelului Sturdza.

### Biserica actuală

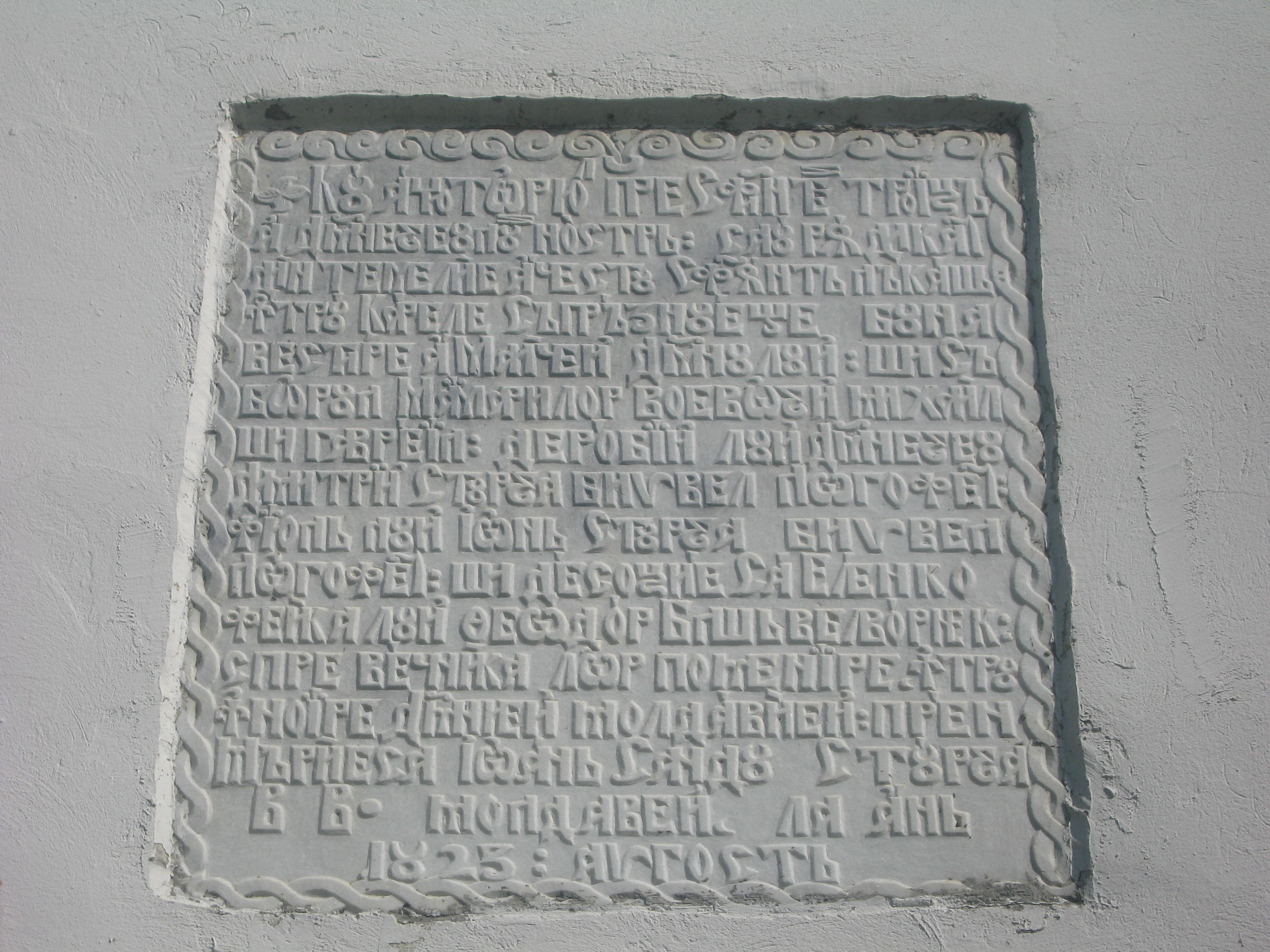
Pisania bisericii.

În perioada 1821-1823 marele logofăt Dimitrie Sturdza (1756-1846), fiul lui Ioan Sturdza, și soția sa Elenco, au reconstruit biserica de curte în stil neoclasic, așa cum poate fi văzută astăzi. El a înzestrat-o cu o frumoasă catapeteasmă în stil baroc și cu numeroase obiecte de cult valoroase.
Biserica a fost sfințită la data de 5 ianuarie 1823 de mitropolitul Veniamin Costachi, împreună cu episcopul Meletie Lefter al Romanului. În stânga intrării se află o pisanie în limba română cu caractere chirilice, având următorul text: „Cu agiutoriul Presfintei Troiță a Dumnezeului nostru sau rădicat din temelie acestu sfăntŭ lăcașŭ întru carele se prăznuește Buna Vestire a Maicei D(o)mnului și săborul maimarilor voevozi Mihail și Gavreil de robii lui D(u)mnezeu Dimitri Sturza biv vel logofet fiulŭ lui Ionŭ Sturza biv vel logofet și de soție sa Elenco feica lui Feodor Balșŭ vel vornec spre vecinica lor pomenire. Întru înnoire d(o)mniei Moldaviei pren mărie(a) sa Ioan Sandu Sturza B B [voievod] Moldavei la anŭ 1823 avgostŭ”.
În anii următori, biserica a fost înzestrată cu obiecte de cult valoroase precum:
- Icoana Maicii Domnului - dăruită bisericii de către soborul Mănăstirii Neamț în data de 8 septembrie 1824, prin mijlocirea mitropolitului Veniamin Costachi. Aceasta este considerată a fi una din cele patru icoane împărătești ale paraclisului Cetății Neamțului, de pe vremea voievodului Ștefan cel Mare.
- o cruce din argint, lucrată în filigran - dăruită bisericii de către vornicul Alecu Sturza-Miclăușanu și soția sa Ecaterina în anul 1841 și aflată în naosul bisericii. Aici sunt păstrate fragmente din moaștele a 14 sfinți (Sf. Ap. Andrei, Sf. Ap. Iacob cel Mic, ruda Domnului, Sf. Ap. Întâiul Mucenic și Arhidiacon Ștefan, Sf. Mari Mucenici Dimitrie, Gheorghe, Pantelimon și Iacob Persul, Sf. Mucenici Mina, Elefterie, Trifon și Haralambie, Sf. Mucenițe Varvara, Marina și Parascheva), precum și câteva așchii din lemnul Sfintei Cruci pe care a fost răstignit Mântuitorul Hristos. La 30 noiembrie 2002 patriarhul ecumenic Bartolomeu I al Constantinopolului a donat mănăstirii o părticică din moaștele Sf. Apostol Vartolomeu.

Fiul lui Dimitrie, vornicul Alecu Sturdza-Miclăușanu, care îmbrățișase ideile revoluționarilor de la 1848, a murit de holeră în anul 1848, existând suspiciuni că ar fi fost otrăvit din ordinul domnitorului. A fost înmormântat în partea de nord a pronaosului bisericii conacului, pe mormânt aflându-se un portret al vornicului și un epitaf scris de Costache Negruzzi și înscris cu caractere chirilice.

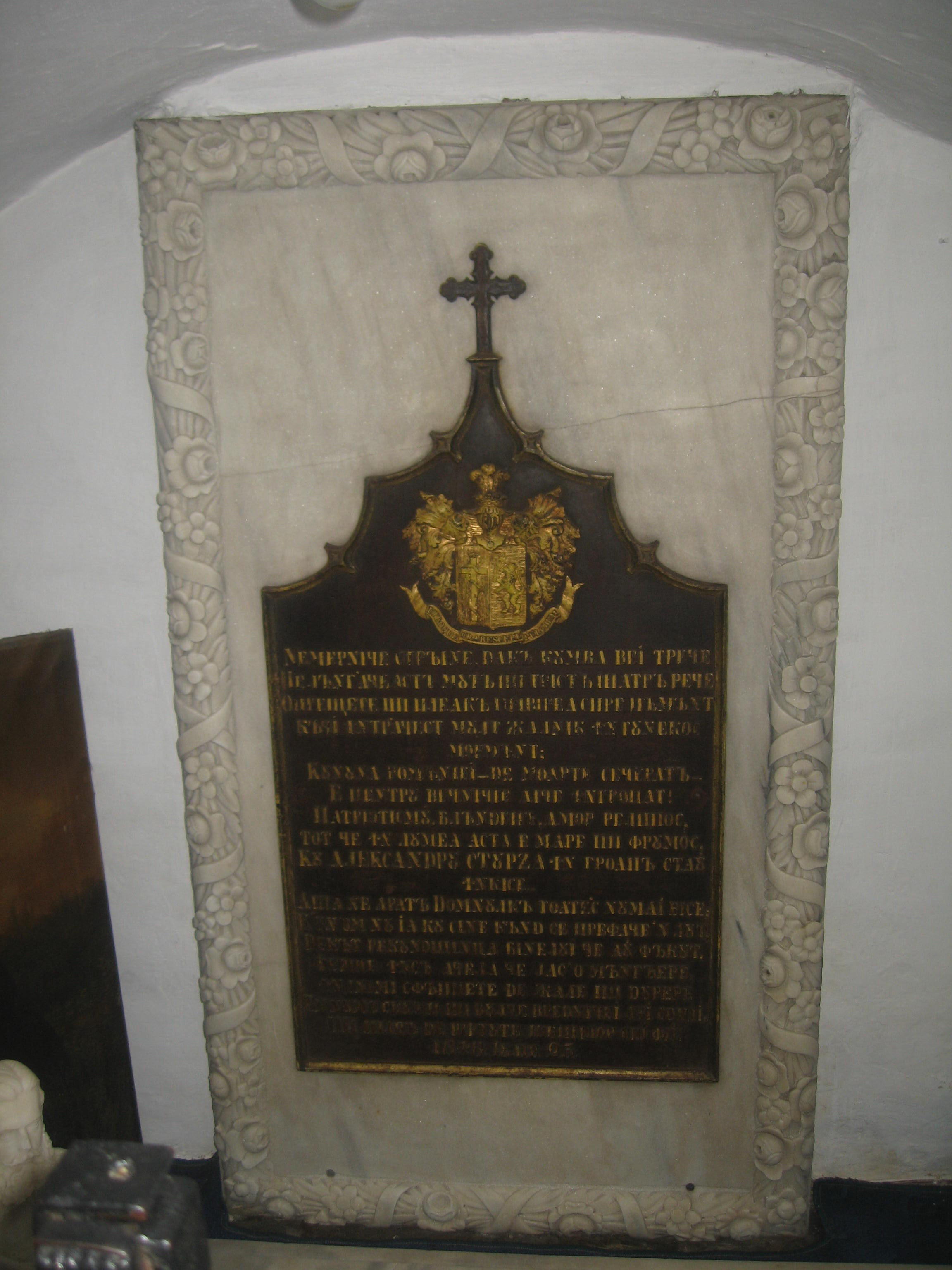
Epitaful scris de Costache Negruzzi.

„Nemernice străine, dacă cumva vei trece

Pe lâng-această mută și tristă peatră răce

Oprește-te și pleacă privirea spre pământ;

Căci într-acest mult jalnic, întunecos mormânt,

Cununa României, de moarte secerată,

E pentru vecinicie aice îngropată!

Patriotism, blândeță, amor religios,

Tot ce în lumea asta e mare și frumos,

Cu Alexandru Sturza în groapă stau închise...

Așa ne arată Domnul că toate-s numai vise;

C-un om nu ia cu sine, când se priface-n lut,

Decât recunoștința binelui ce au făcut.

Ferice însă acela ce las o mângăiere

În inimi sfâșiete de jale și durere;

Un nume scump și dulce vrednicii lui soții,

Și pilde de virtute iubiților săi fii!”

### Reparații

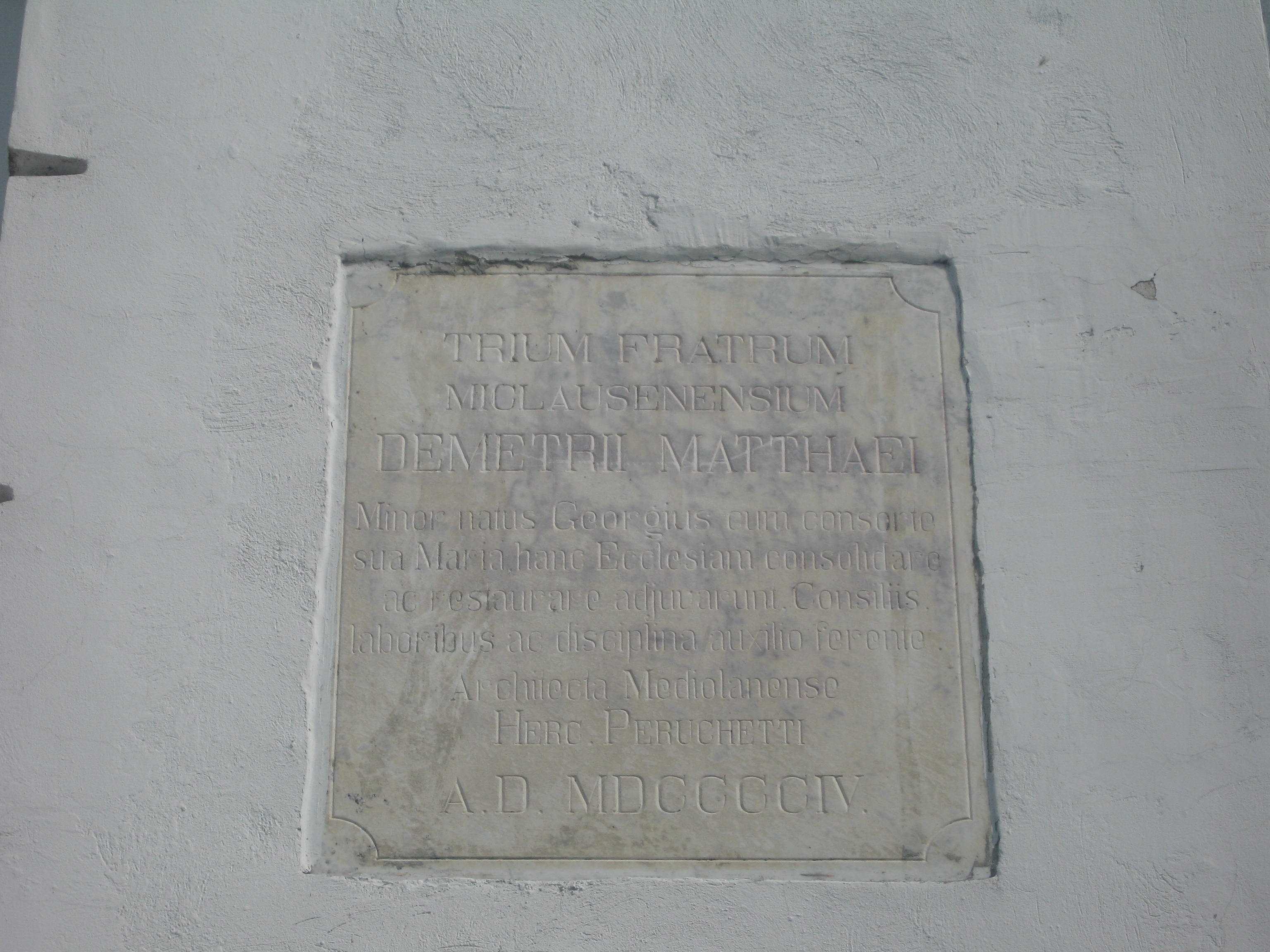
Pisania în limba latină.

În anul 1904, biserica a fost restaurată fără a i se schimba aspectul exterior. În dreapta intrării a fost amplasată o pisanie în limba latină, având următorul text: "TRIUM FRATRUM MICLAUSENENSIUM DEMETRII MATTHAEI Minor natus Georgius cum consorte sua Maria, hanc Ecclesiam consolidare ac restaurare adjuvarunt, Consiliis, laboribus ac disciplina auxilio ferente. Architecta Mediolanense Herc. Peruchetti. A.D. MDCCCCIV." Traducerea în limba română este următoarea: "Cei trei frați din Miclăușeni Dimitrie, Matei, mai micul George cu consoarta sa, Maria, au ajutat la consolidarea și restaurarea acestei biserici, contribuind cu sfaturi, forță de muncă și cunoștințe. Arhitectul milanez Herc. Peruchetti. Anul Domnului 1904".
Ca urmare a desfășurării primului război mondial, la 10 noiembrie 1917, Maria C. Sturza a ridicat bunurile bisericești și le-a dus la palat, fiind restituite bisericii abia în 1931.
În anul 1944, din cauza apropierii frontului, palatul a fost părăsit de Ecaterina Cantacuzino (1873-1953), fiica lui Gheorghe și a Mariei Sturdza, care a luat cu ea odoarele bisericii construite de marele logofăt Dimitrie Sturza la 1823. Ea a refuzat inițial să evacueze biblioteca de mare valoare pe care o adăpostea castelul, predând ulterior Episcopiei Romanului două inventare ale bibliotecii și apoii donându-le.

### Înființarea mănăstirii
Rămasă văduvă și neavând copii, Ecaterina Cantacuzino s-a călugărit spre sfârșitul vieții sub numele de maica Macrina. La data de 21 aprilie 1947, ea a donat Episcopiei Romanului Castelul Miclăușeni, plus parcul de 30 hectare de pădure care-l înconjoara, biserica ctitorită de părinții săi (Gheorghe Sturdza și Maria Sturdza, fiica lui Ion Ghica) și toate dependințele, cu scopul de a fi amenajată aici o mănăstire de maici.
La data de 1 mai 1953, autoritățile comuniste au desființat așezarea monastică, iar maicile au fost mutate la Schitul Cozancea din județul Botoșani, domeniul intrând în proprietatea statului. Biserica castelului a fost transformată în biserică parohială.
În perioada regimului comunist, la această biserică a slujit preotul Nicanor Racu (1897-1982), nașul de călugărie al maicii Macrina. Ecaterina Cantacuzino a murit la Schitul Cozancea în 1953, iar osemintele ei au fost aduse în 1970 de preotul Nicanor Racu pentru a fi înmormântate în cimitirul familiei Sturdza de lângă biserică din Miclăușeni.

### Reînființarea mănăstirii
În anul 1994, la inițiativa mitropolitului Daniel Ciobotea al Moldovei și Bucovinei, actualul patriarh al Bisericii Ortodoxe Române, Mănăstirea Miclăușeni este reînființată.
În cadrul mănăstirii funcționează Centrul social-cultural „Sf. Ilie" având rol de centru social de sfârșit de săptămână pentru bătrâni din Arhiepiscopia Iașilor, loc de cazare pentru pelerini și loc de desfășurare de activități culturale multiple.
Astăzi, viețuiesc aici 35 de călugărițe. În afara programului liturgic, maicile își desfășoară activitatea în diferite ateliere: de pictură a icoanelor, de încondeiere a ouălor, de croitorie și broderie.

## Intrarea Castelului Sturdza în proprietatea Mitropoliei Moldovei și Bucovinei
În anul 2001, Castelul Sturdza a fost retrocedat Mitropoliei Moldovei și Bucovinei.
Prin Hotărârea Guvernului nr. 1170 din 2 octombrie 2003 s-a stabilit, printre altele, realizarea unor reparații de urgență la Castelul Sturdza (satul Miclăușeni, județul Iași) și a unor lucrări de peisagistică în zonele adiacente. În anul 2004, obținând o finanțare de la Banca Mondială, în valoare de aproximativ 2,4 milioane de lei (adică 685.700 euro), Mitropolia Moldovei și Bucovinei a început restaurarea castelului și a dependințelor.
S-au efectuat lucrări de consolidare și restaurare a clădirii și dependințelor, urmând să se mai execute lucrări generate de infiltrarea apei subterane, finalizarea zugrăvelilor interioare și exterioare, respectiv restaurarea picturii.
În prezent, lucrările de restaurare au fost finalizate în totalitate. Mitropolia Moldovei intenționează să organizeze aici un complex muzeistic și un centru de conferințe, celelalte clădiri urmând să adăpostească un centru de zi pentru persoane vârstnice și un centru de pelerinaj. Una dintre clădiri a devenit deja atelier de pictură, atunci realizându-se icoane și ouă încondeiate.

## Cimitirul mănăstirii
Lângă peretele nordic al bisericii se află cimitirul familiei Sturdza. Aici sunt înmormântați următorii:
- Elena Sturdza (1796-1867), fiica marelui logofăt Iordache Cantacuzino și a soției sale, Ana Ventura, și soția marelui logofăt Constantin Sturdza. Pe crucea sa funerară este următoarea inscripție: "Aice și-au ales loc de odihnă Elena Sturdza n. Cantacuzino, repausată la 15 sept. 1867. Nepoții și nepotele deplând perderea ei. Multe sunt durerile drepților, dzilele plângerei tale vor fi sfârșite, căci însuși Domnul noostru Isus Christos și Dumnedzeu Tatăl Nostru carele ne-au iubit pre noi, ne-au dat mângâerea vecinică și nădejdea bună prin har.".
- Ecaterina Sturdza (1811-1865), fiica marelui logofăt Constantin Sturdza și a soției sale, Maria Ghica-Comănești. S-a căsătorit în 1831 cu vărul de-al doilea al tatălui ei, marele vornic Alecu Sturdza-Miclăușeni (1803-1848), cu care a avut copii: Dimitrie (1833-1914), Elena Suțu (1834-1910), Zoe Balș (1837-1866), Matei (1839-1870), Gheorghe (1841-1909) și Ruxandra Balș (1842-1878). Pe placa sa funerară este următoarea inscripție: "Sub această peatră zace Ecaterina Sturza nascută Sturza, soția vornicului Alesandru Sturza, născută în VI august MDCCCXI, răposată în XI fevruarie MDCCCLXV. Fiică supusă, soră iubitoare, soție credincioasă, maică duioasă, femeie virtuoasă, neabătută din calea adeverului și a datoriei, umilită înaintea lui Dumnezeu. Viația mea este în Iisus Christos. O plâng fii, fiicele și ginerii: Dimitrie, Mateiu și Georgie Sturza, Elena Suzu, Zoi și Rucsandra Balș, Georgie Suzu, Dimitrie și Alesandru Balș".
- Elena (Elenca) G. Sutzu (1834-1910), fiica vornicului Alecu Sturdza-Miclăușanu și a soției sale, Ecaterina. S-a căsătorit la 5 noiembrie 1854 cu ofițerul Vasile Beldiman (1831-1871) și apoi, la 10 ianuarie 1861, cu vornicul George (Iorgu) Sutzu (1816-1875), fiul lui Mihail Suțu al II-lea, fost domnitor al Moldovei (1819-1821). Pe placa sa funerară este următoarea inscripție: "Elena G. Sutzu născută Sturdza 1834-1910 Sufletul meu în mînele tale Doamne! Priimește pe roaba ta întru bunătatea ta!".
- George (Iorgu) Sutzu (1816-1875), fiul lui Mihail Suțu al II-lea, fost domnitor al Moldovei (1819-1821), și al Roxanei Caradja. A fost căsătorit de două ori: mai întâi cu Sofia Moruzi (1829-1849) și apoi, la 10 ianuarie 1861, cu Elena (Elenca) Sturdza (1834-1910). Cu prima soție nu a avut copii, iar cu cea de-a doua a avut patru: George (1862-1935), Elena căs. Fotino (1863-1921), Maria (1865-1944) și Margareta căs. Holban (1865-1921). A îndeplinit rangul de vornic. Pe placa sa funerară este următoarea inscripție: "Aci se odihnește George Mihail Soutzo, născut în 12 aprilie 1816, reposat în 26 Septemvrie 1875. Fericiți de pe acum acei ce mor în Domnul. Așa zice Duhul! Aici se odihnesc de ostenelile lor, și faptele lor îi vor urma. Îl plâng: Elena, Georgie, Elena, Maria, Margareta Sutzo." Sub inscripție se află un blazon.
- Zoe Balș (1837-1866), fiica vornicului Alecu Sturdza-Miclăușanu și a soției sale, Ecaterina, și soția lui Dimitrie Balș-Dumbrăveni (1836-1909), fiul căminarului Constantin Balș. Pe placa sa funerară este următoarea inscripție: "Sub această peatră zace Zoi Balș nascută Sturza, fiica vornicului Alesandru Sturza și a Caterinei Sturza, soția domnului Dimitrie Balș, născută în XII noemvrie MDCCCXXXVII, răposată în VII decemvrie MDCCCLXVI. Plină de iubire, de credință și de virtute, modelul umilinței și a virtuții creștinești. Iar eu întru dreptate mă voiu arăta Feții Tale. Sătura-mă-voiu cînd mi se va arăta Mărirea Ta. O plîng Dimitrie și Zoi Sturza, Elena și Georgie Suzu, Mateiu și Georgie Sturza, Rocsandra și Alesandru Balș".
- Matei Sturdza (1839-1870), fiul vornicului Alecu Sturdza-Miclăușanu și a soției sale, Ecaterina. A îndeplinit funcția de prefect și a murit la Napoli. Pe placa sa funerară este următoarea inscripție: "Aici se odihnește Mateiu Alesandru Sturdza, născut la 14 Decemvrie 1839, reposat la 16 martie 1870. (...) Deschideți mie porțile dreptății, intrând întrînsele voiu lăuda pe Domnul. Aceasta este poarta Domnului; drepții vor intra într însa. Psalm CXII. 19. Îl plîng Dimitrie Alesandru și Zoi Sturdza, Georgie și Elena Suzu, Alesandru și Rucsandra Balș, Georgie și Maria Sturdza, Dimitrie Constantin și Elisa Sturdza."
- Gheorghe Sturdza (1841-1909), fiul vornicului Alecu Sturdza-Miclăușanu și a soției sale, Ecaterina. S-a căsătorit la 27 februarie 1869 cu Maria Ghica (1852-1937), fiica omului politic Ion Ghica, și au avut o fiică, Ecaterina (1873-1953). A îndeplinit rangul de vornic. Pe placa sa funerară este următoarea inscripție: "Aici se odihnește Gheorghe A. Sturza, născut la 1 Fevruarie 1841, reposat la 23 iunie 1909. Nu avem aci cetate stătătore, ci pre cea ce va să fie căutăm. Epis. evrei C. XIII, 14. Invetați-ve de la mine că sunt blând și smerit la inimă și veți afla odihna sufletelor vostre. Matei Cap. IX, 29. Voi merge să gătesc voue loc și earăși voi veni, și ve voi lua la mine că unde sunt eu și voi să fiți. Evang. Ioan, XIV, 3. Iubit-ai pre Dumnezeu și poruncile sale ai păzit, blând ai fost și smerit la inimă, odihna ta e ușoră și deșteptarea ta luminosă." Sub inscripție se află un blazon. Pe crucea sa funerară sunt următoarele inscripții: "Resurectio et vitae sum qui credit in me etiam si mortuus fuerit vivet. St. Ioan XI. 25" și "Îl plîng soția sa Maria, Ecaterina, Șerban și Matei."
  - Ecaterina Cantacuzino (1873-1953), fiica lui Gheorghe și a Mariei Sturdza și văduva lui Șerban Cantacuzino (1871-1918), fiul lui Gheorghe Grigore Cantacuzino „Nababul”. Ea s-a călugărit la bătrânețe la Schitul Cozancea sub numele de maica Macrina și a donat castelul și biserica Episcopiei Romanului. Pe piatra sa funerară se află următoarea inscripție: "Aici odihnește monahia Macrina - Ecaterina Șerban Cantacuzino n. Sturza (n. 1873 la Miclăușeni, jud. Iași - d. 1953 la Cozancea, jud. Botoșani). Fondatoarea mănăstirii Miclăușeni. Veșnica ei pomenire!". Pe spatele crucii din marmură este o altă inscripție: "Macrina - Ecaterina Șerban Cantacuzino n. Sturza (n. 1873 - d. 1953)".
  - Șerban Cantacuzino (1871-1918), fiul lui Gheorghe Grigore Cantacuzino „Nababul”, fost prim-ministru al României, și al Ecaterinei Băleanu. S-a căsătorit în 1897 cu Ecaterina Sturdza-Miclăușeni (1873-1918) și nu au avut copii, dar l-au adoptat pe Matei Ghika-Cantacuzino (1906-1988), fiul Irinei (sora lui Șerban) și al lui Nicolae Ghika. Pe crucea sa funerară este următoarea inscripție: "Șerban Cantacuzino 1871-1918".
- Ruxandra Balș (1842-1878), fiica vornicului Alecu Sturdza-Miclăușanu și a soției sale, Ecaterina. Ea s-a căsătorit la 30 august 1860 cu Alexandru Balș (1838-1894), senator, prefect de Iași și consilier al Curții de Conturi. Pe placa sa funerară este următoarea inscripție: "Ruxandra Balș n. Sturza Născută în Jassi în 22 junie 1842. Căsătorită în Miclăușeni în 30 august 1860. Răposată în Geneva în 26 octomvrie 1878.".

La vest de biserică se află mormântul ieromonahului Nicanor Racu (1897-1982). Pe piatra sa funerară se află următoarea inscripție: "Aici odihnește preot RACU NICANOR născ. 4 oct. 1897 - dec. 2 noem. 1982. Păstorul cel bun își pune viața pentru oi".

## Imagini

Mănăstirea Miclăuşeni
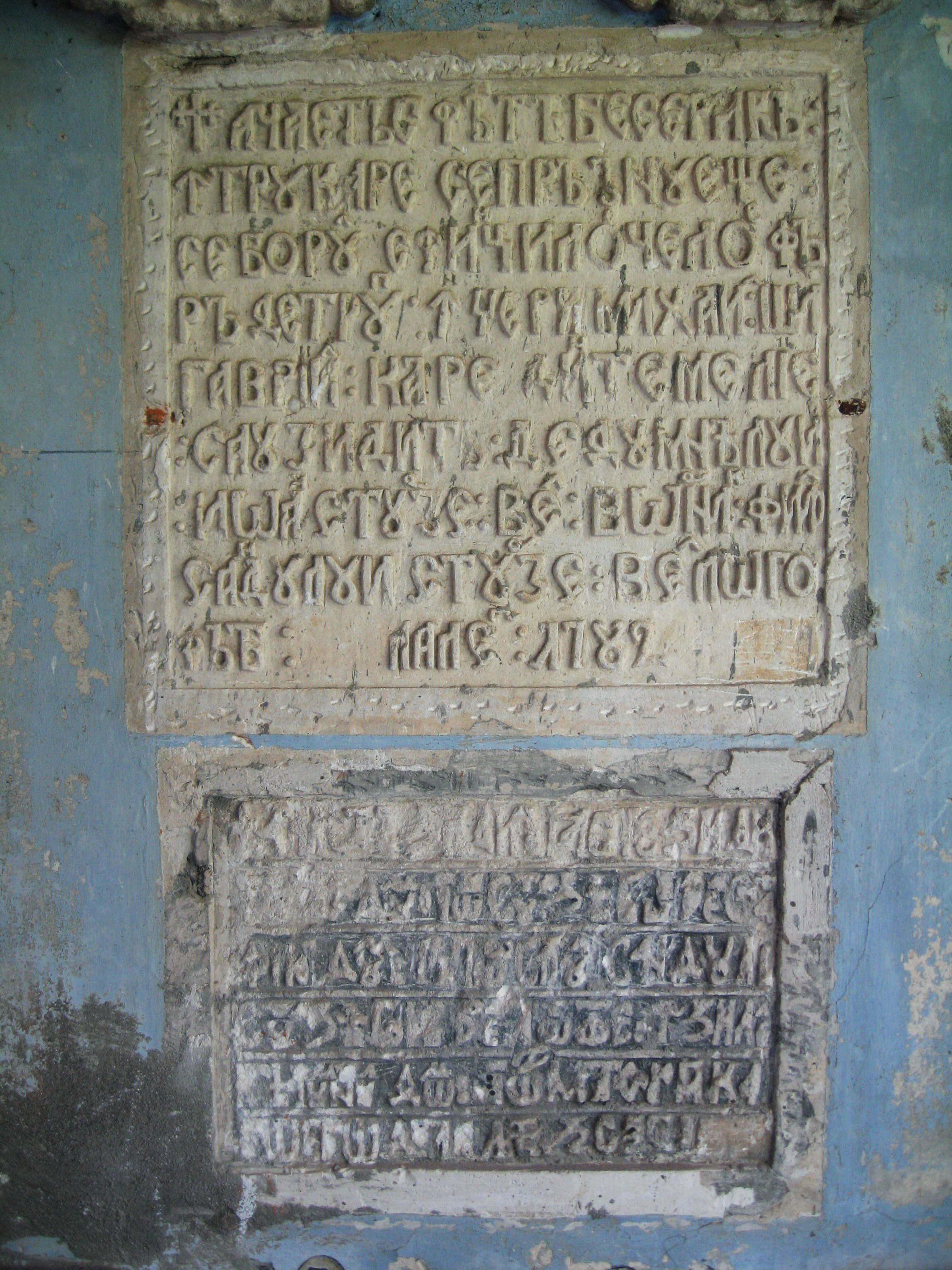
Vechea pisanie
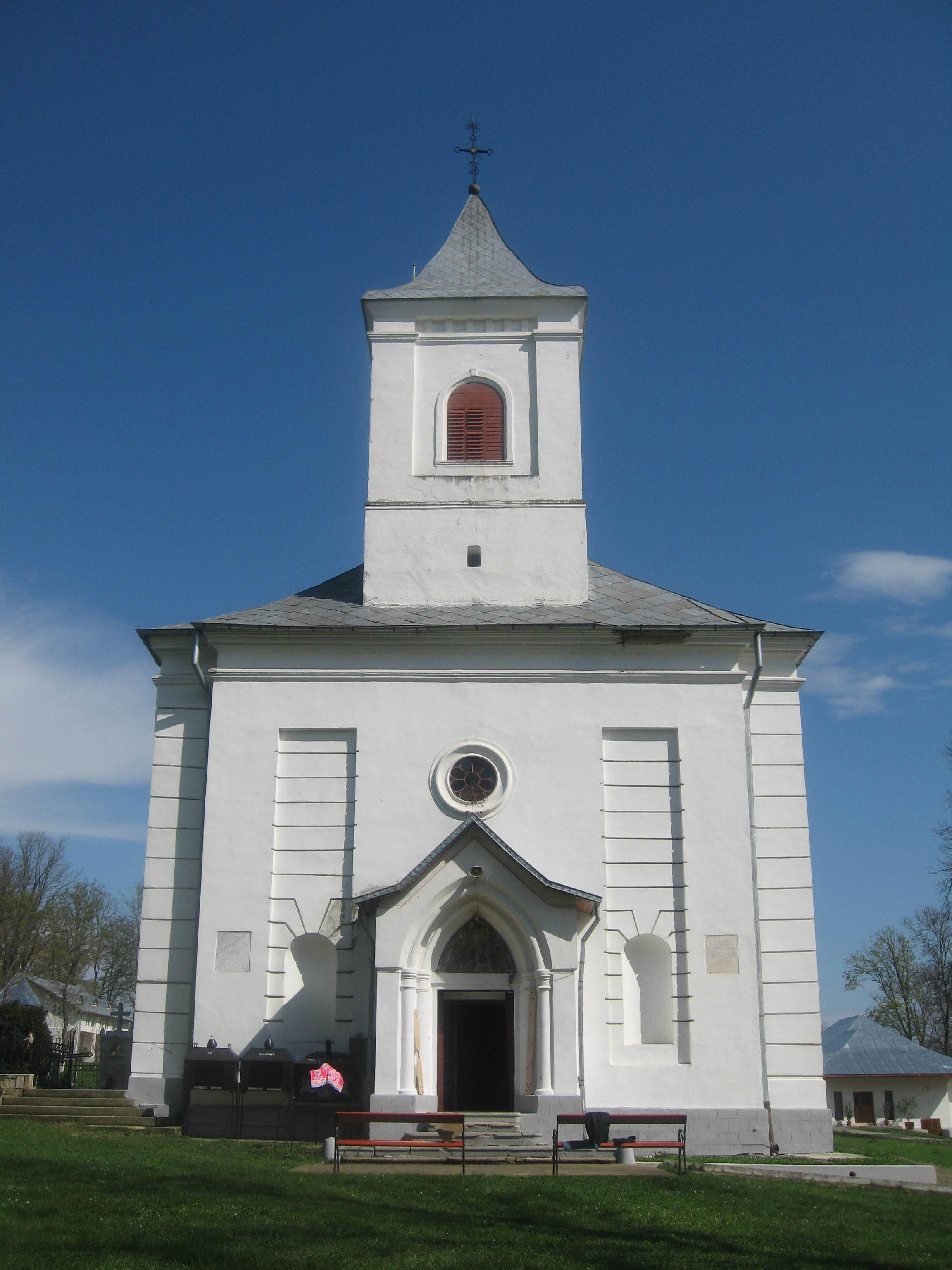
Biserica privită din faţă
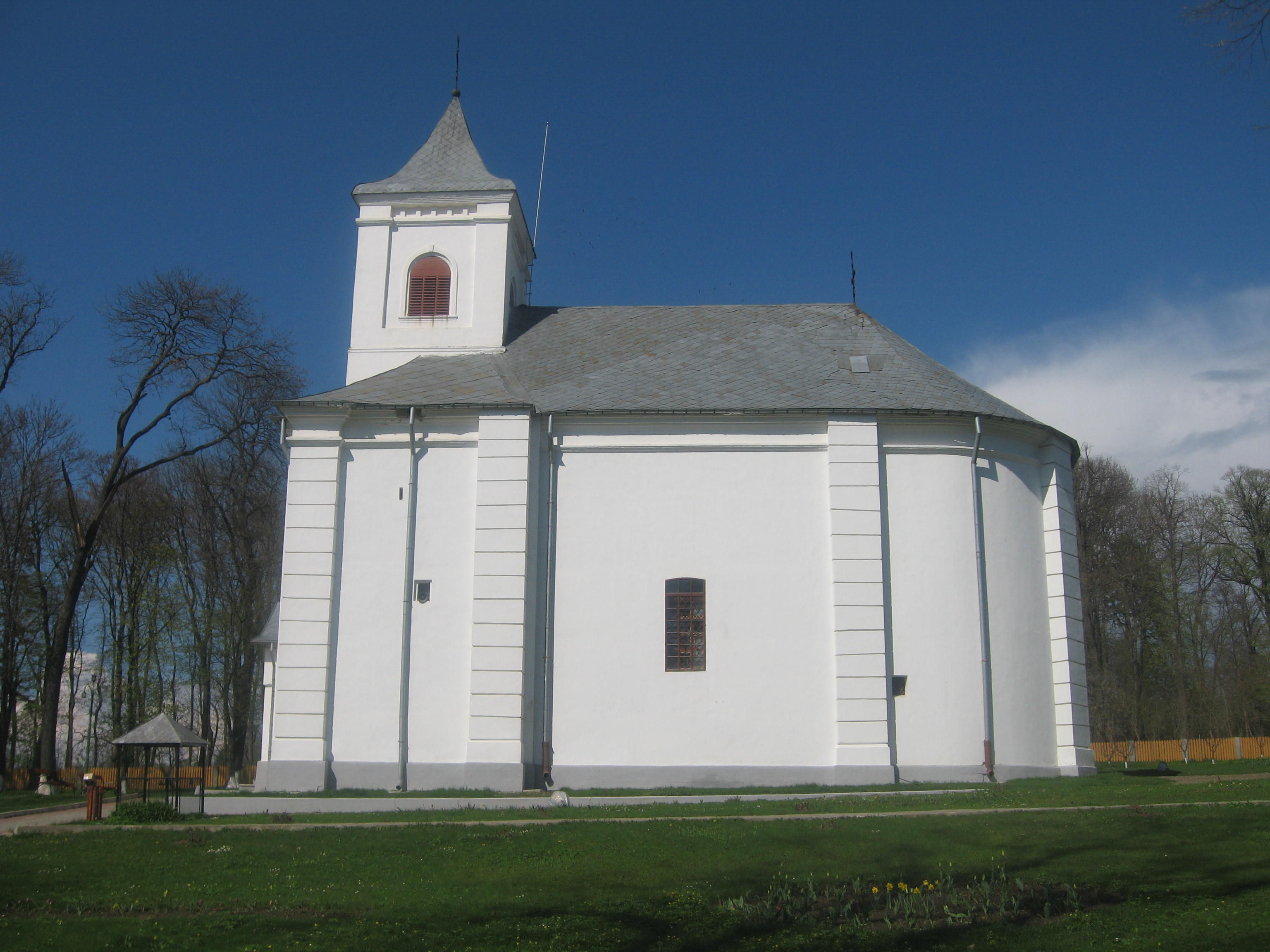
Biserica privită din lateral
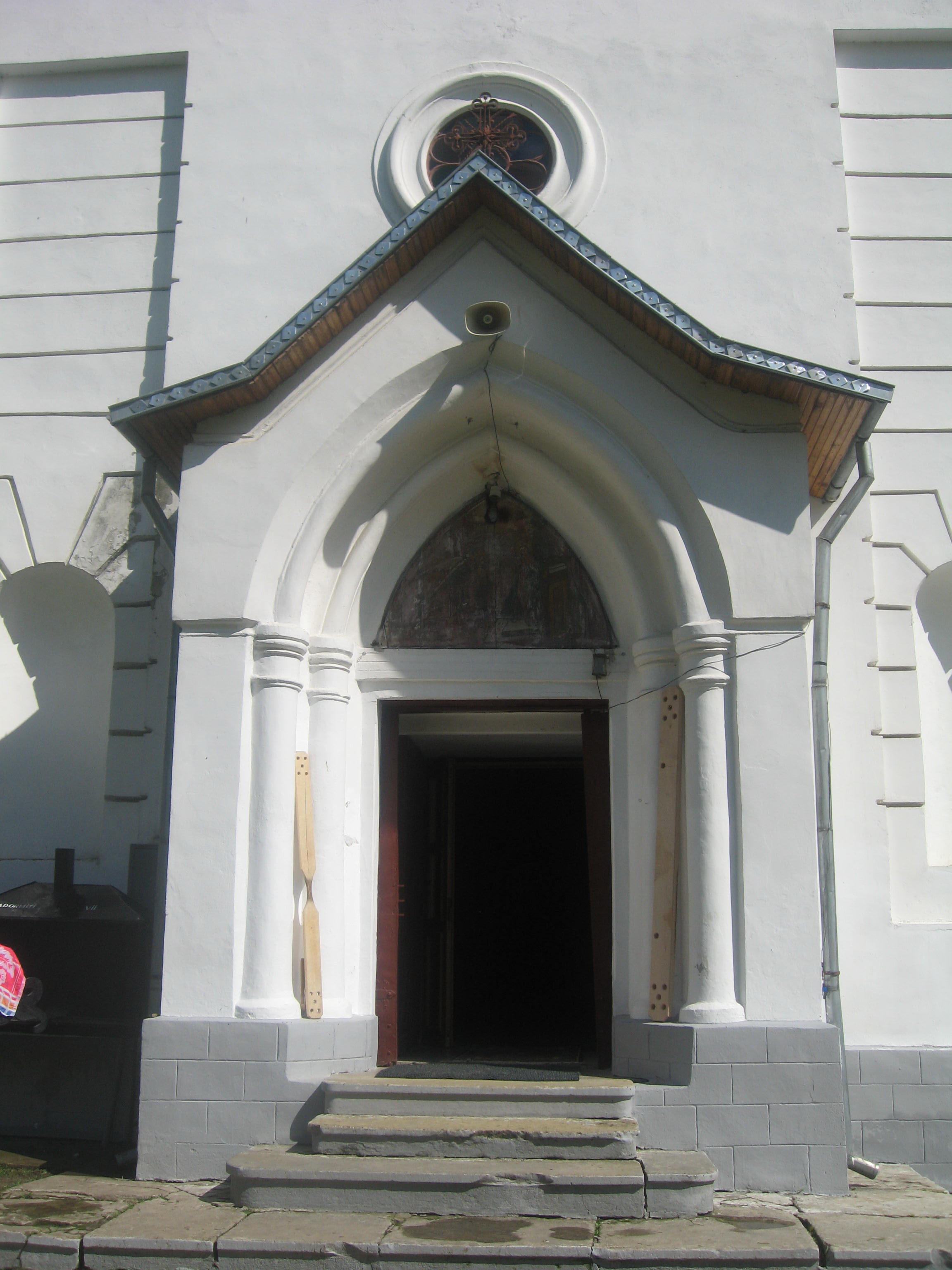
Portalul de intrare în biserică
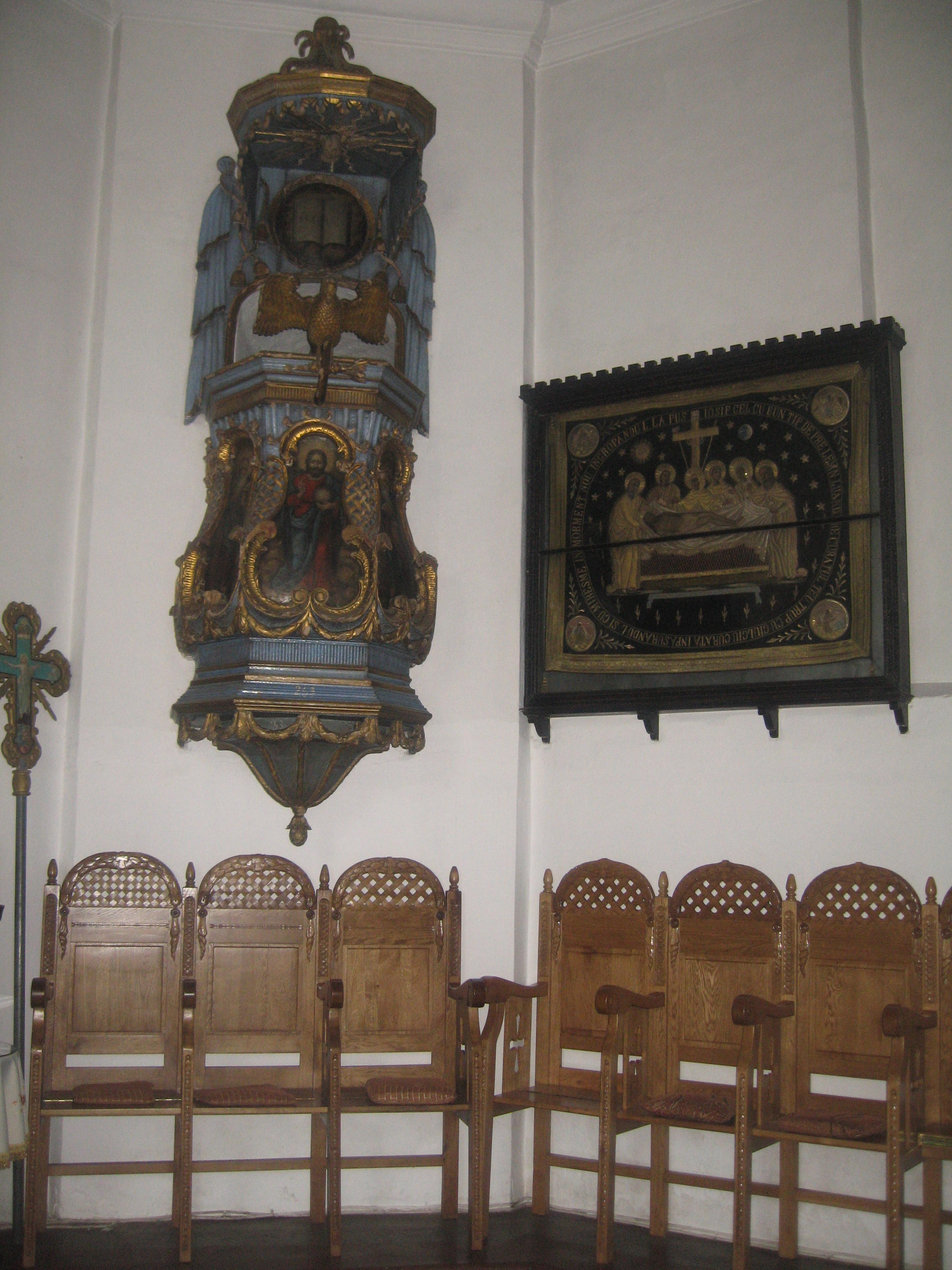
Amvonul şi un epitaf
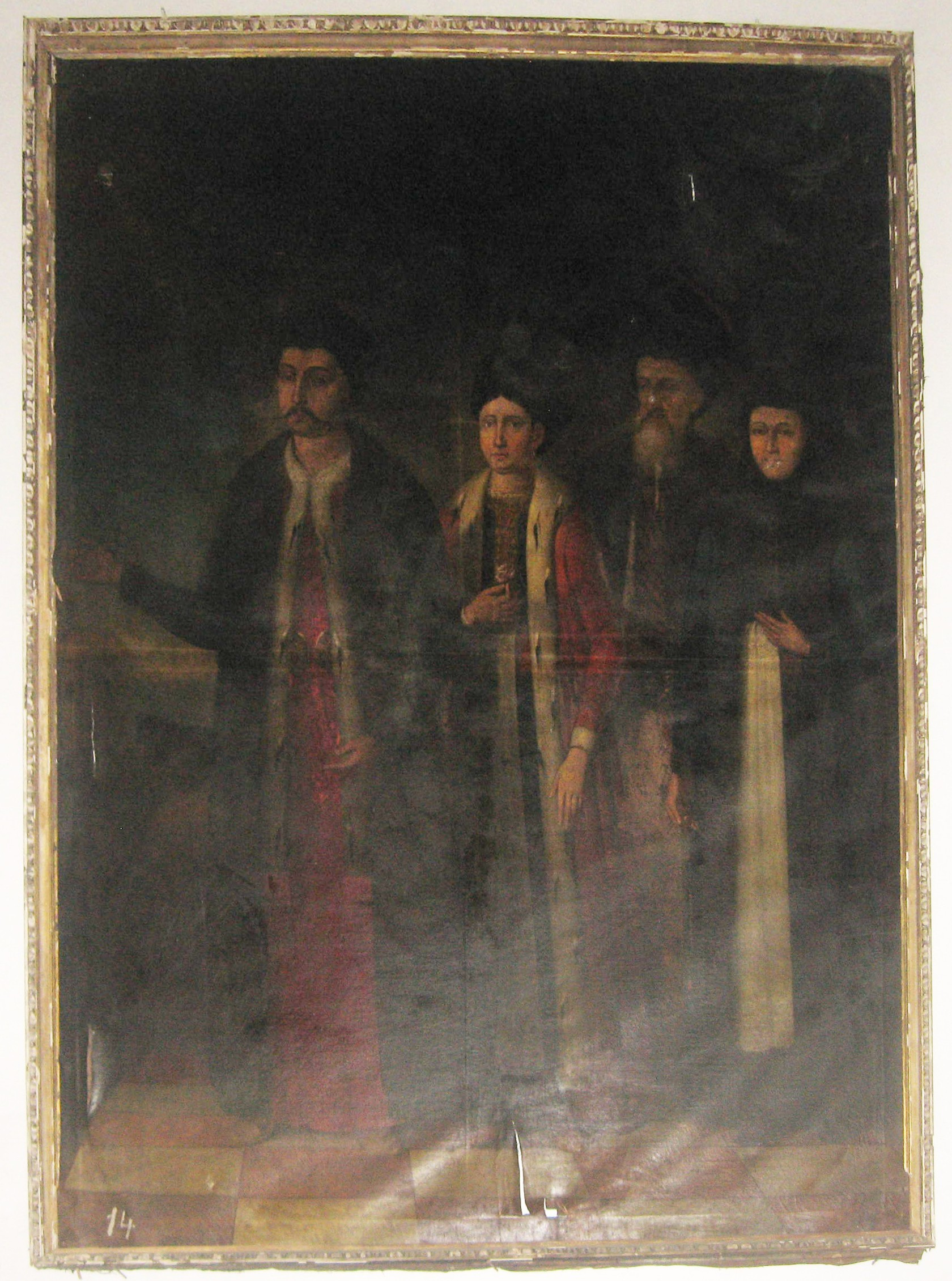
Tabloul ctitorilor
Mormântul vornicului Alecu Sturdza-Miclăuşanu
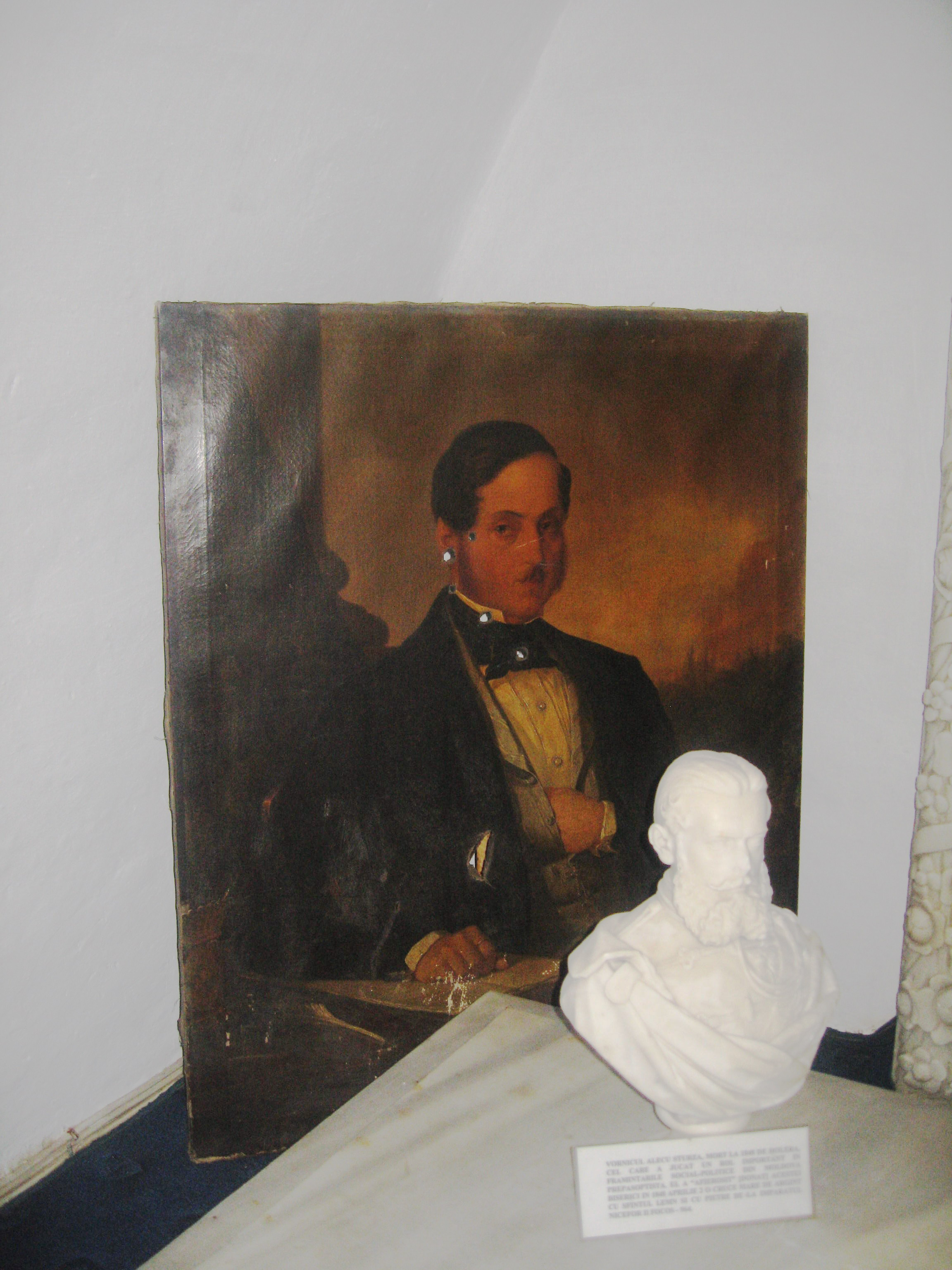
Portretul vornicului Alecu Sturdza-Miclăuşanu
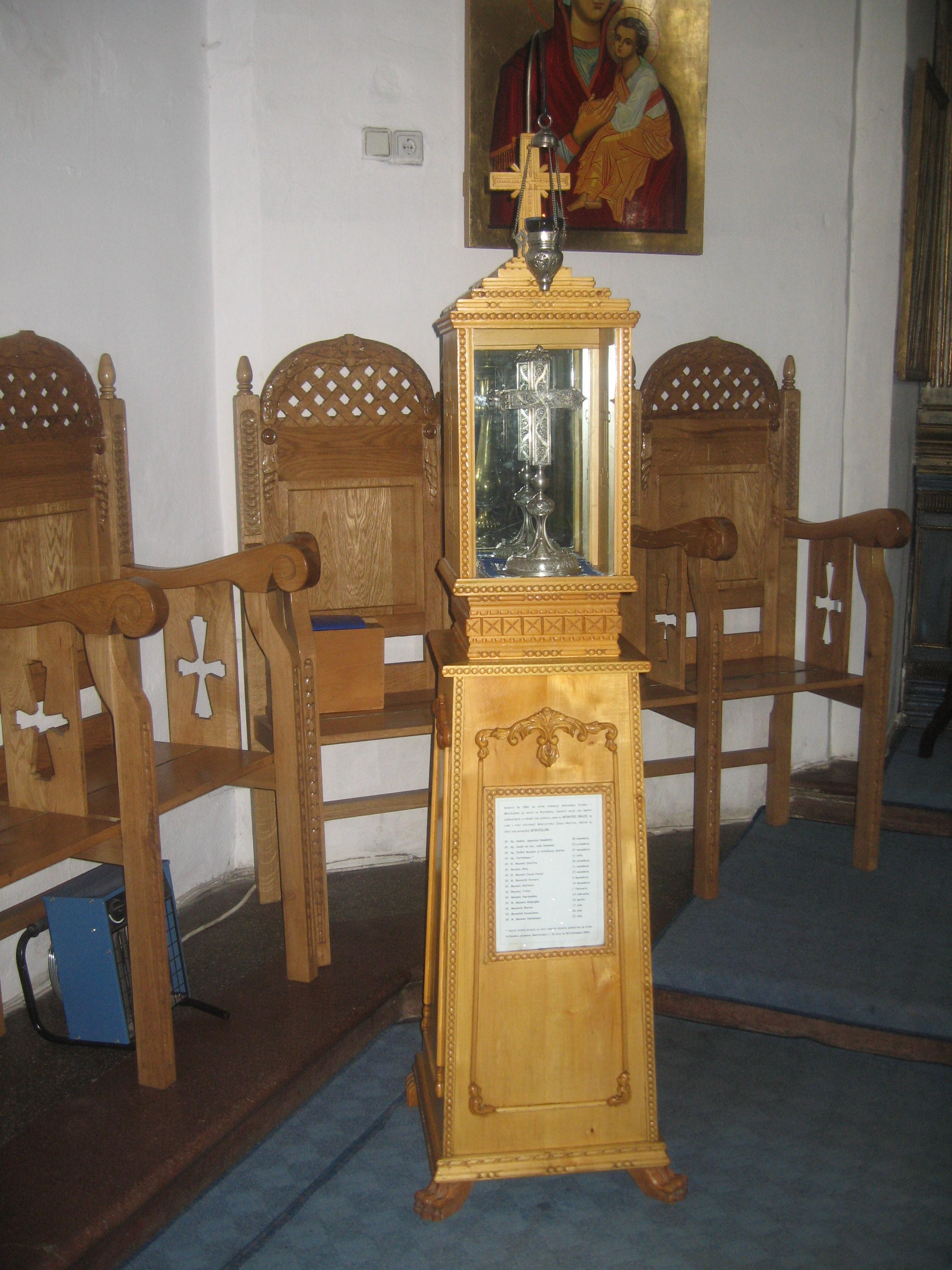
Crucea din argint, lucrată în filigran, conţinând moaştele sfinţilor
Corp de chilii
Cimitirul sturdzesc
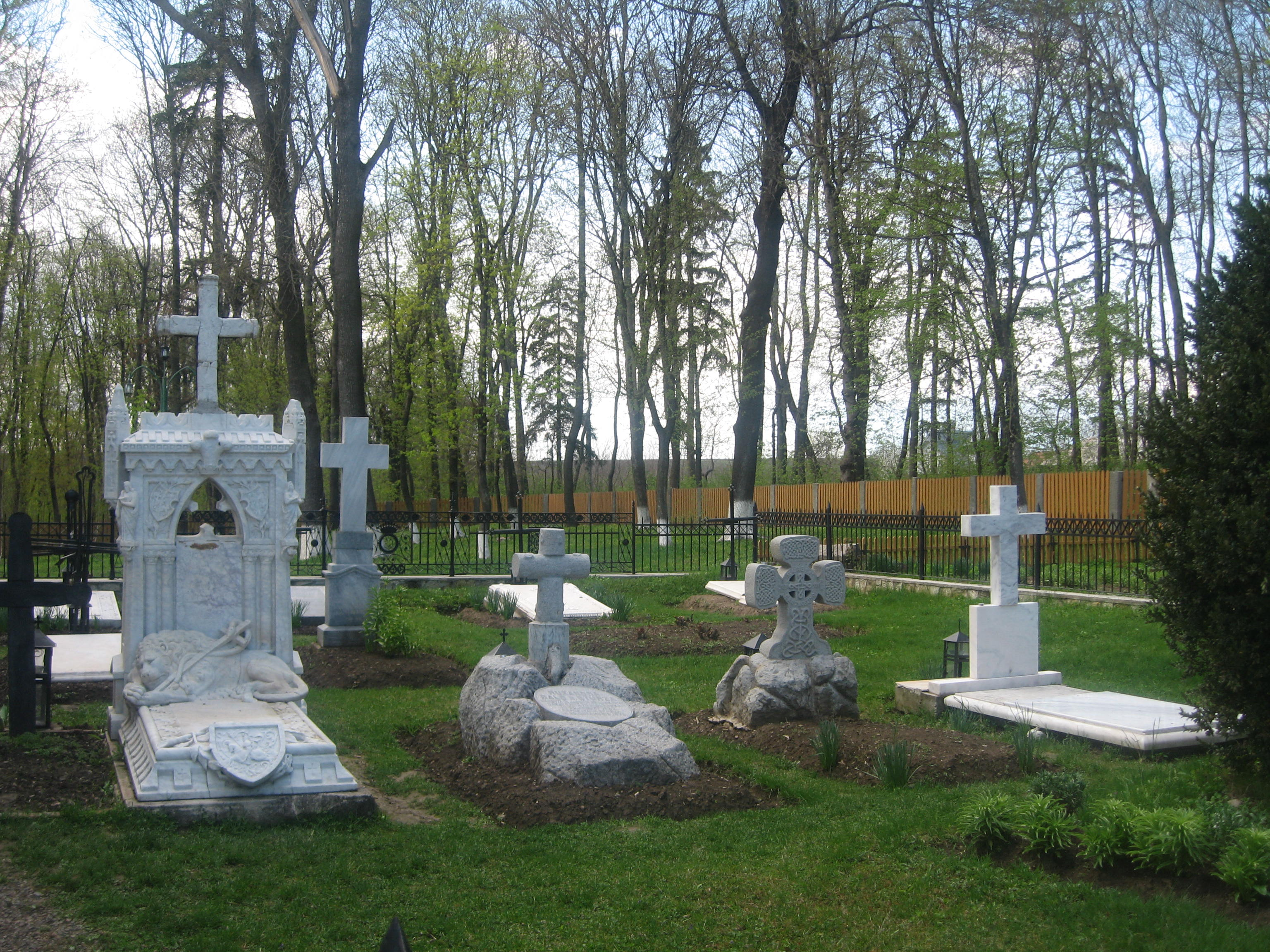
Cimitirul sturdzesc
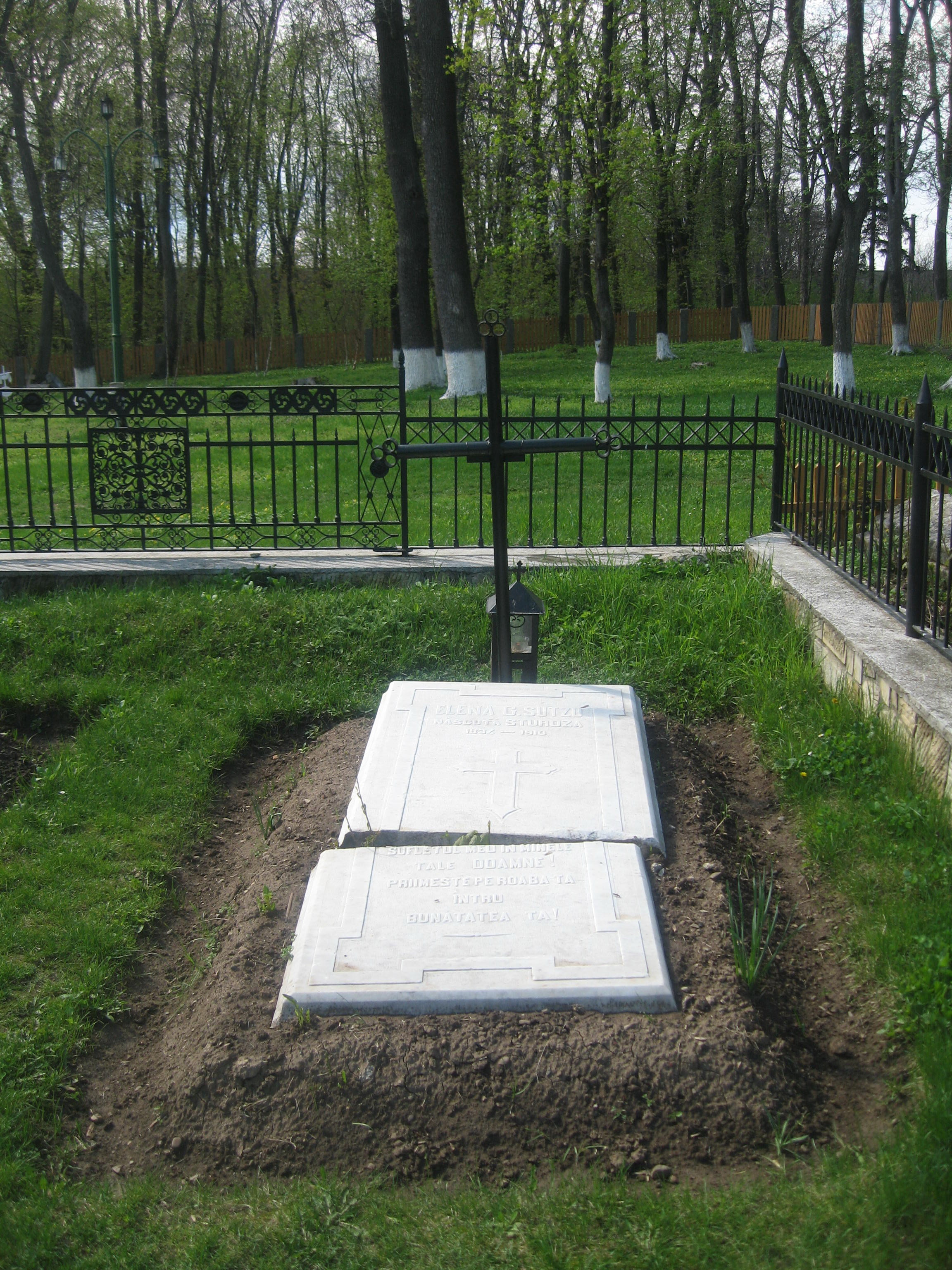
Mormântul Elenei Sturdza (1796-1867)
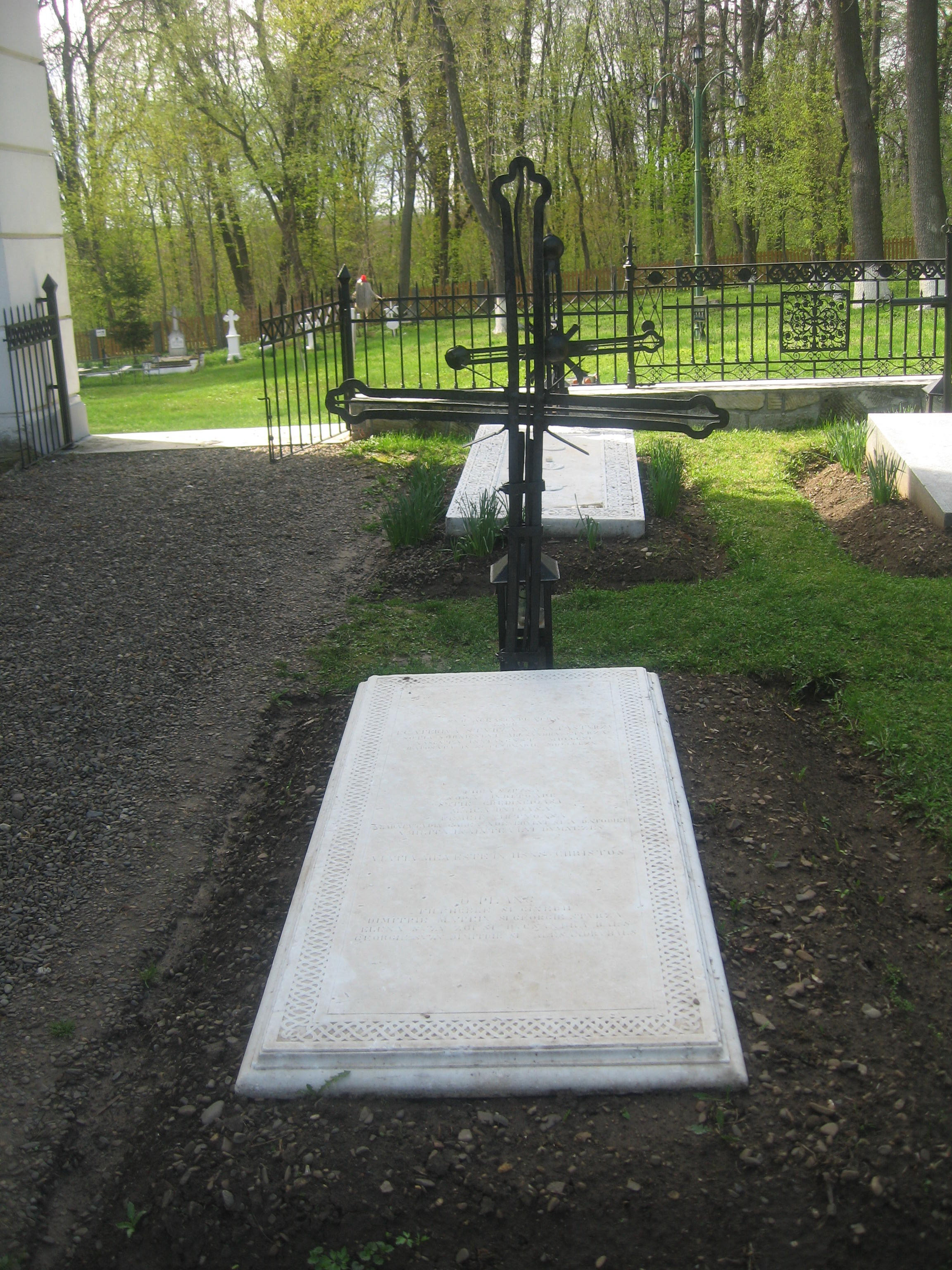
Mormântul Ecaterinei Sturdza (1811-1865)
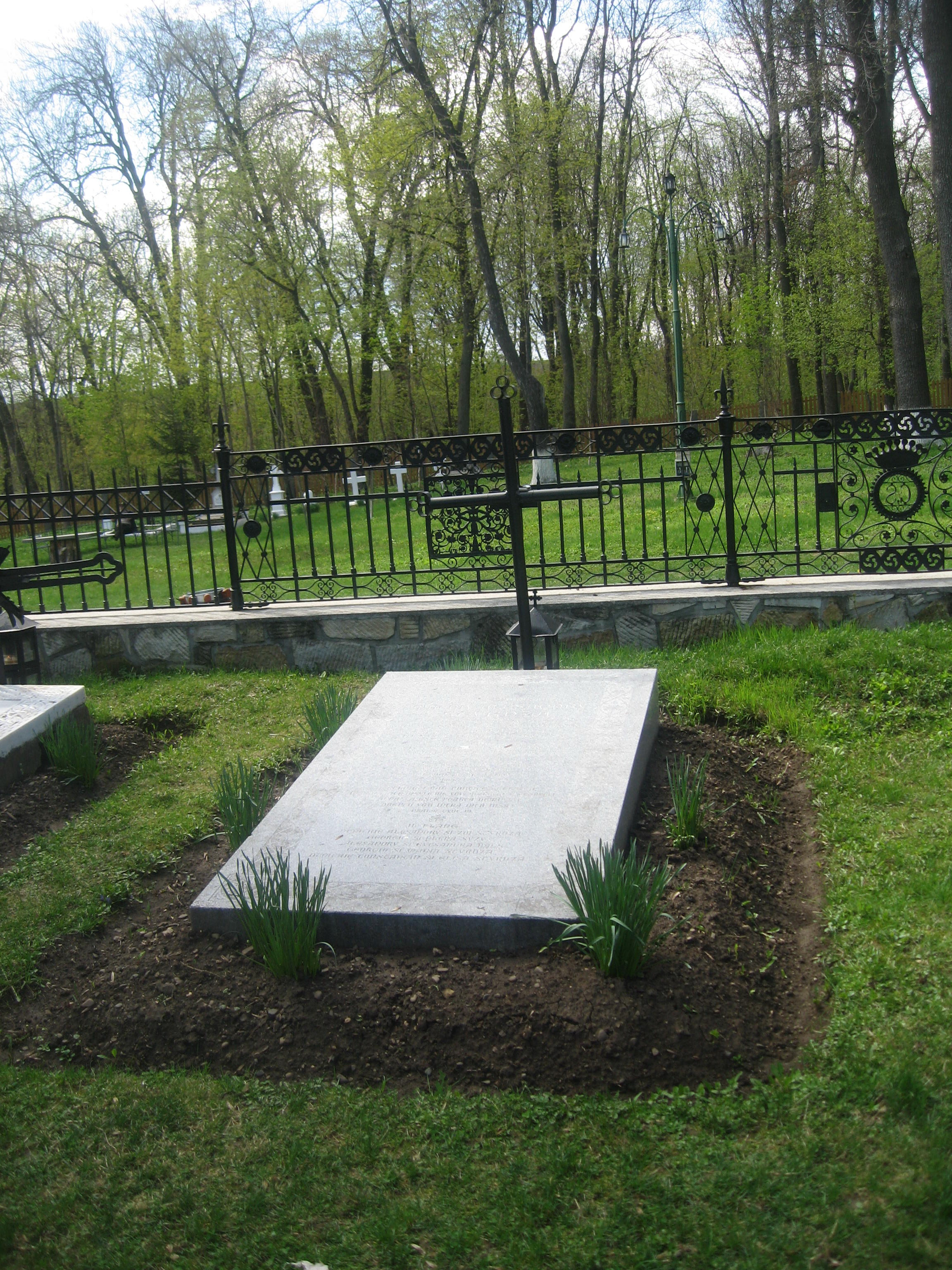
Mormântul lui Matei Sturdza (1839-1870)
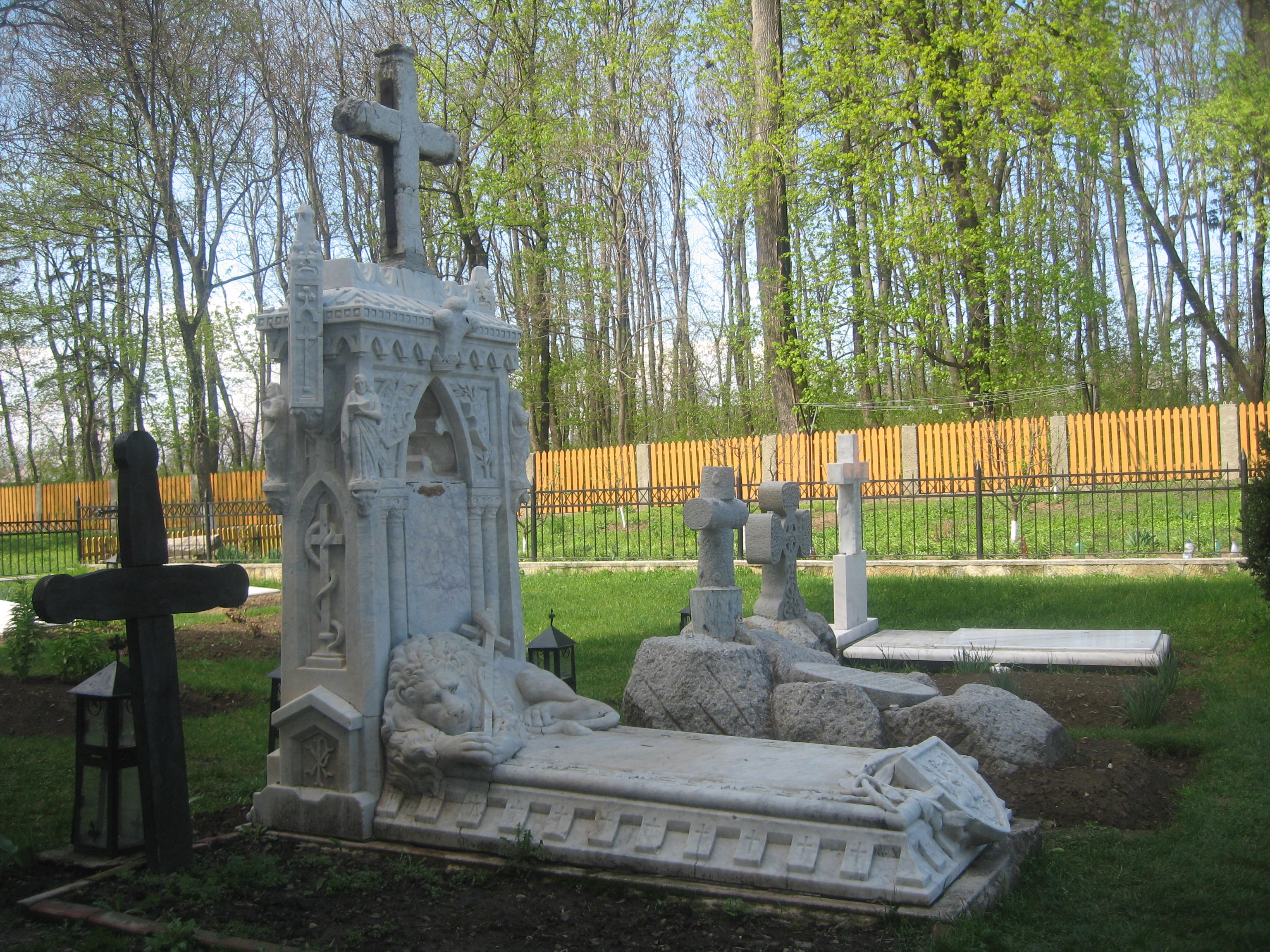
Mormântul lui Gheorghe Sturdza (1841-1909)
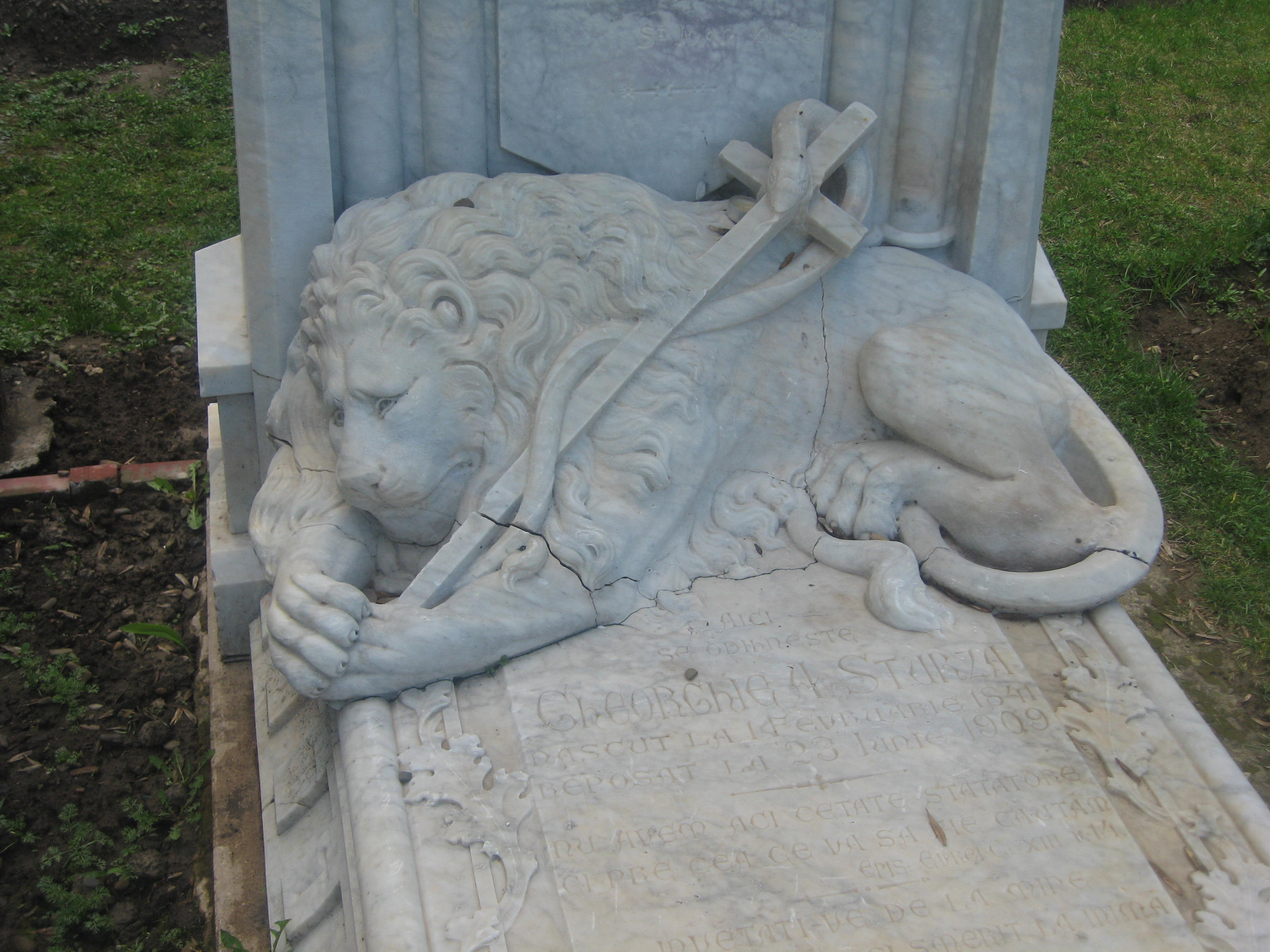
Mormântul lui Gheorghe Sturdza (1841-1909) - detaliu
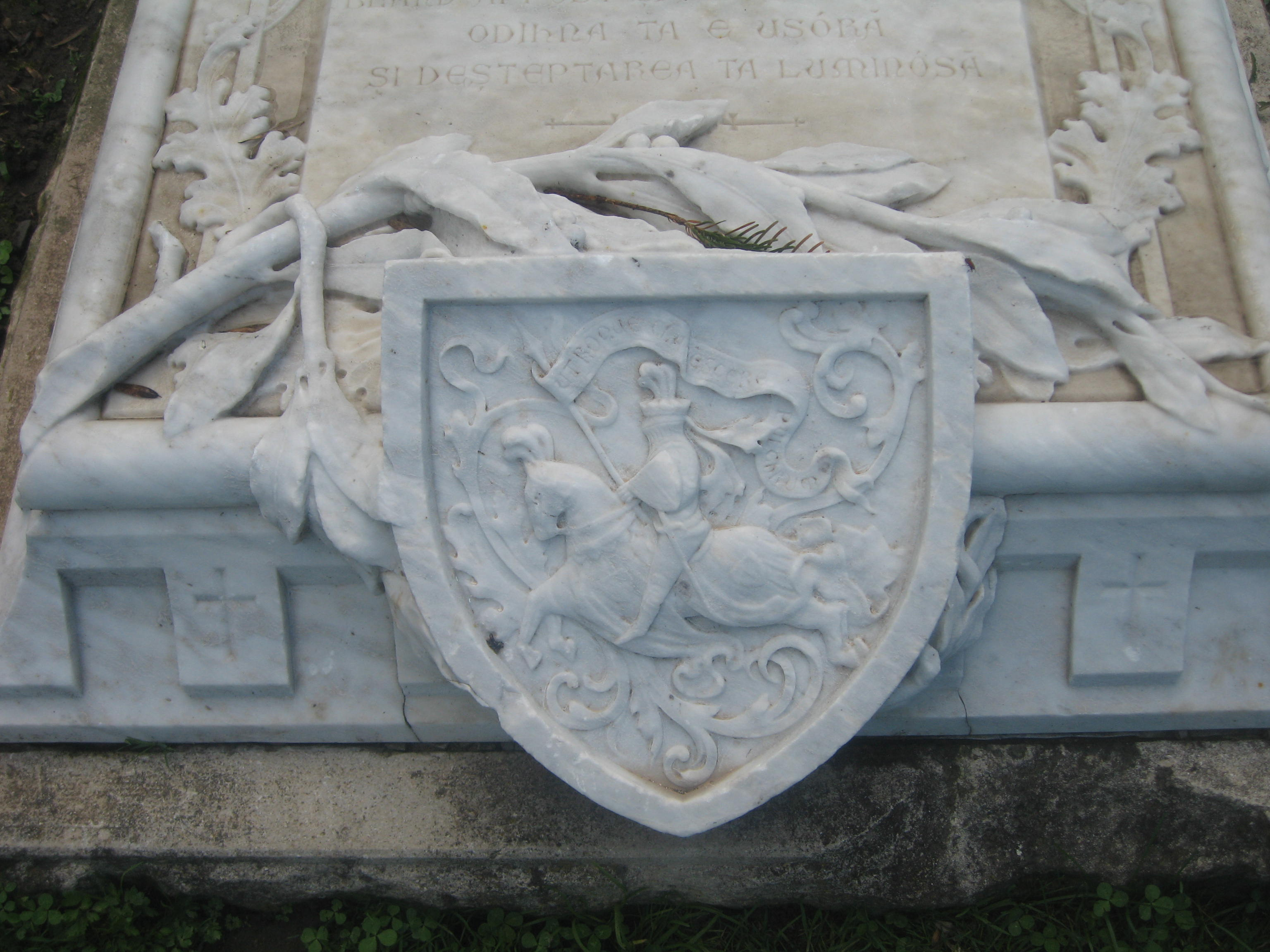
Mormântul lui Gheorghe Sturdza (1841-1909) - detaliu
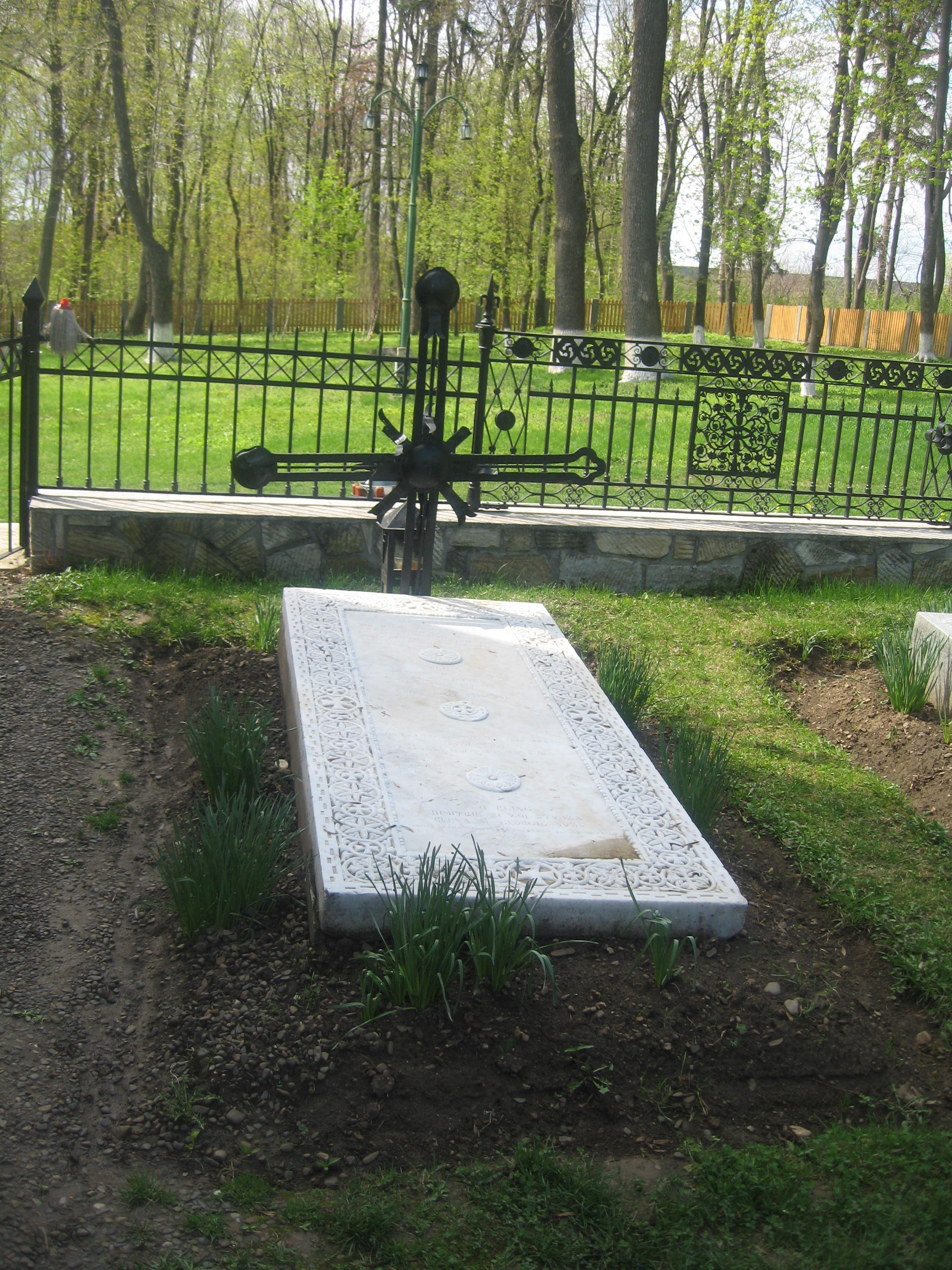
Mormântul Zoei Balş (1837-1866)
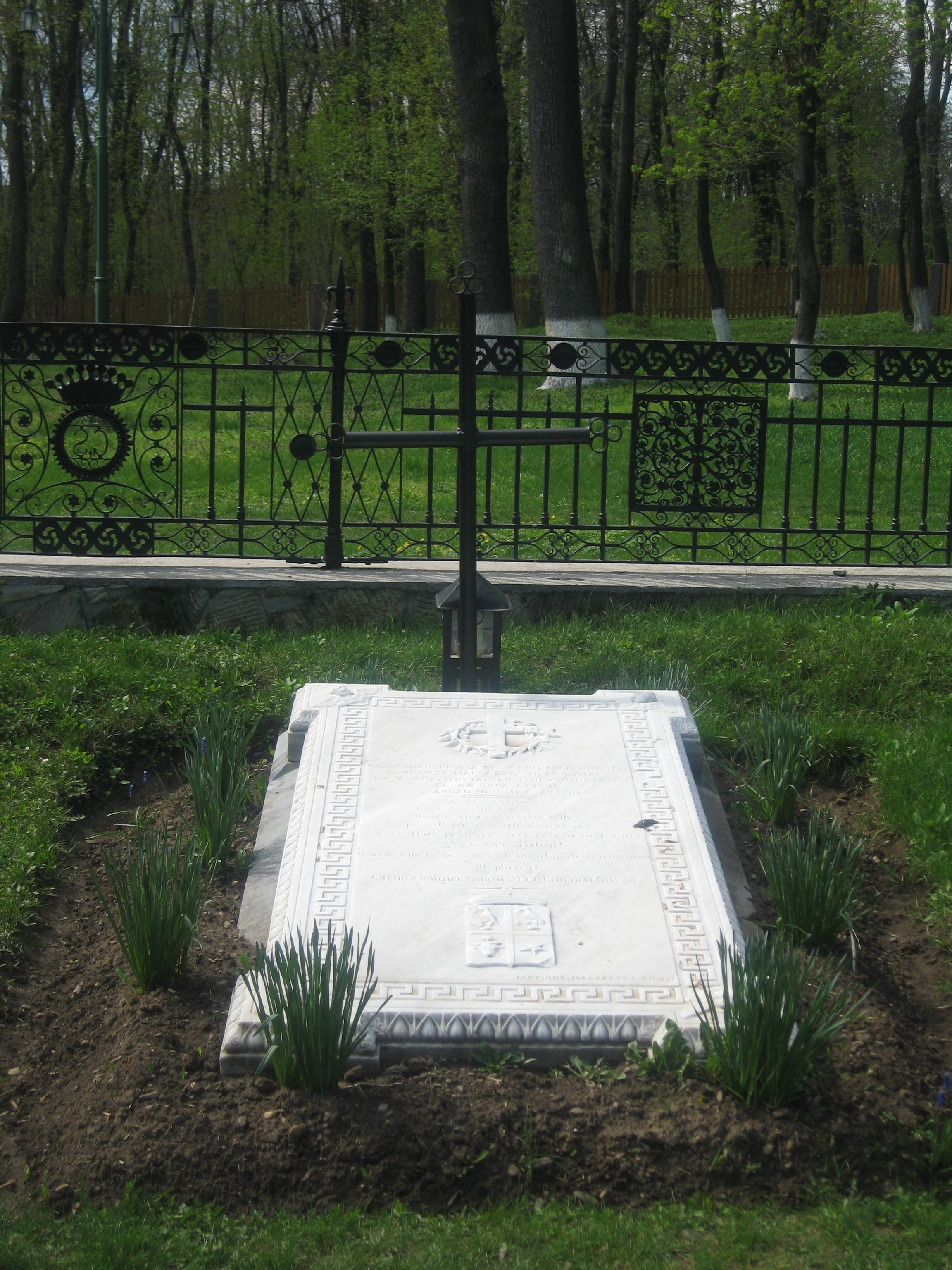
Mormântul lui George Sutzu (1816-1875)
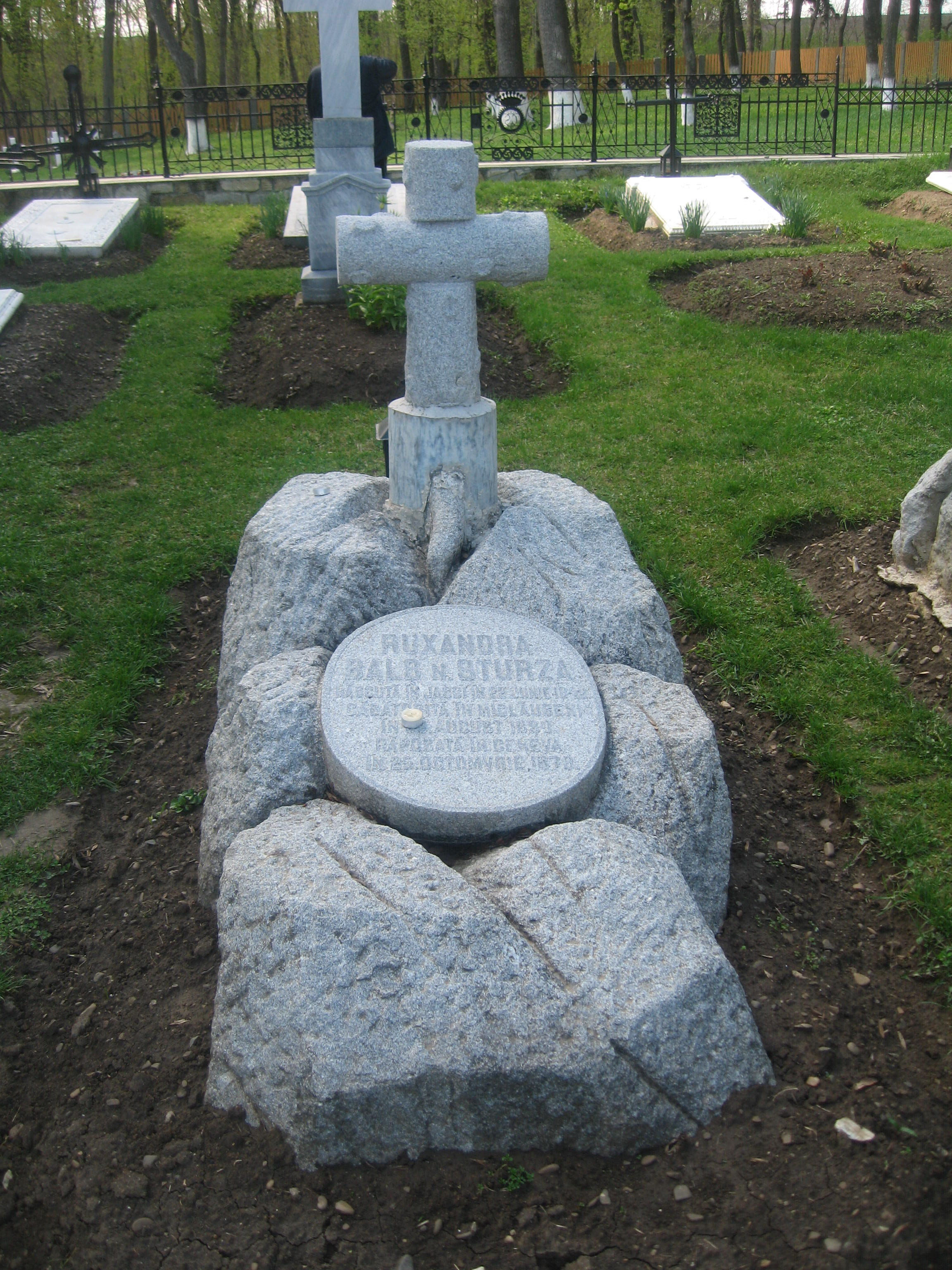
Mormântul Ruxandrei Balş (1842-1878)
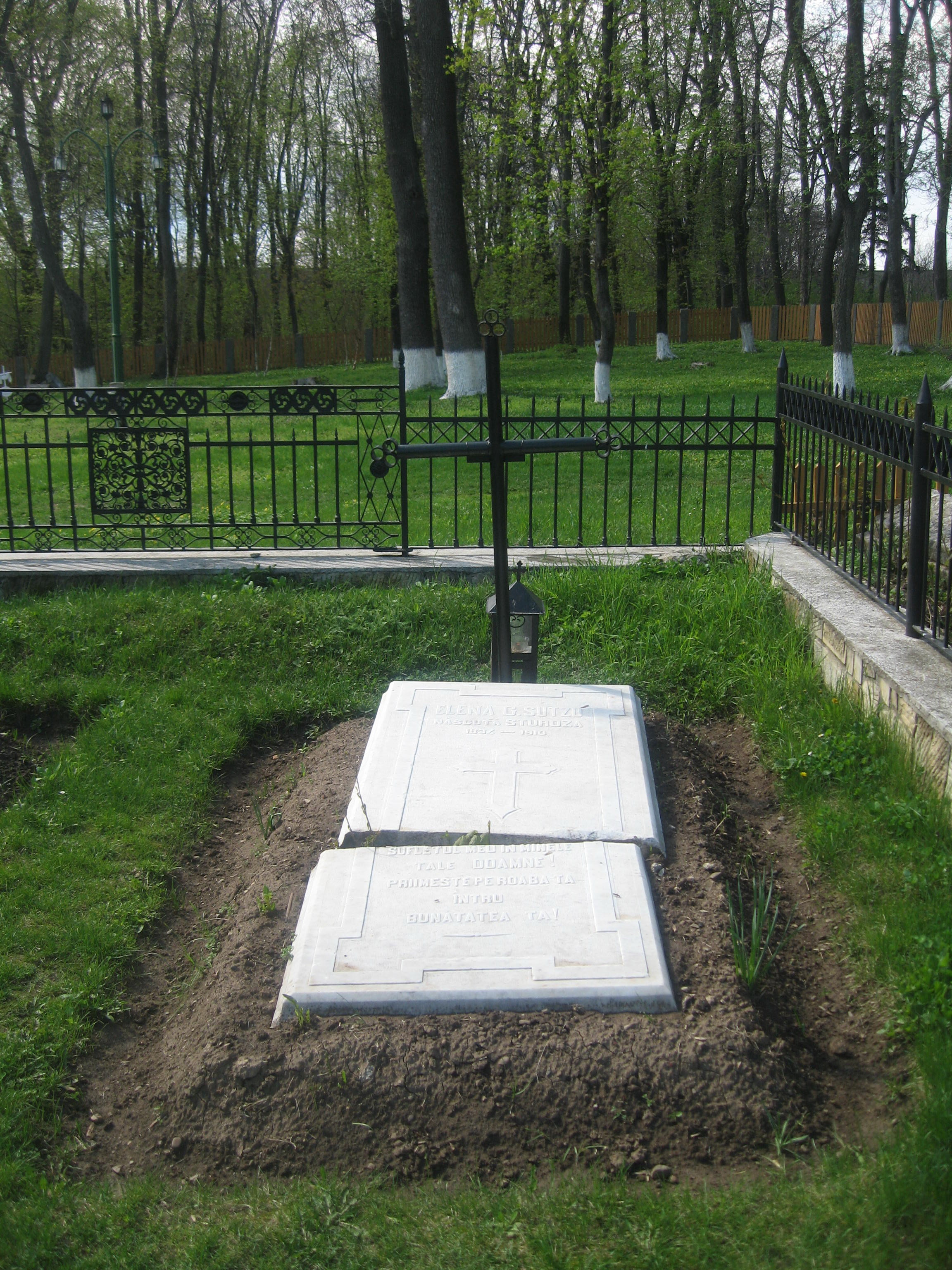
Mormântul Elenei G. Sutzu (1834-1910)
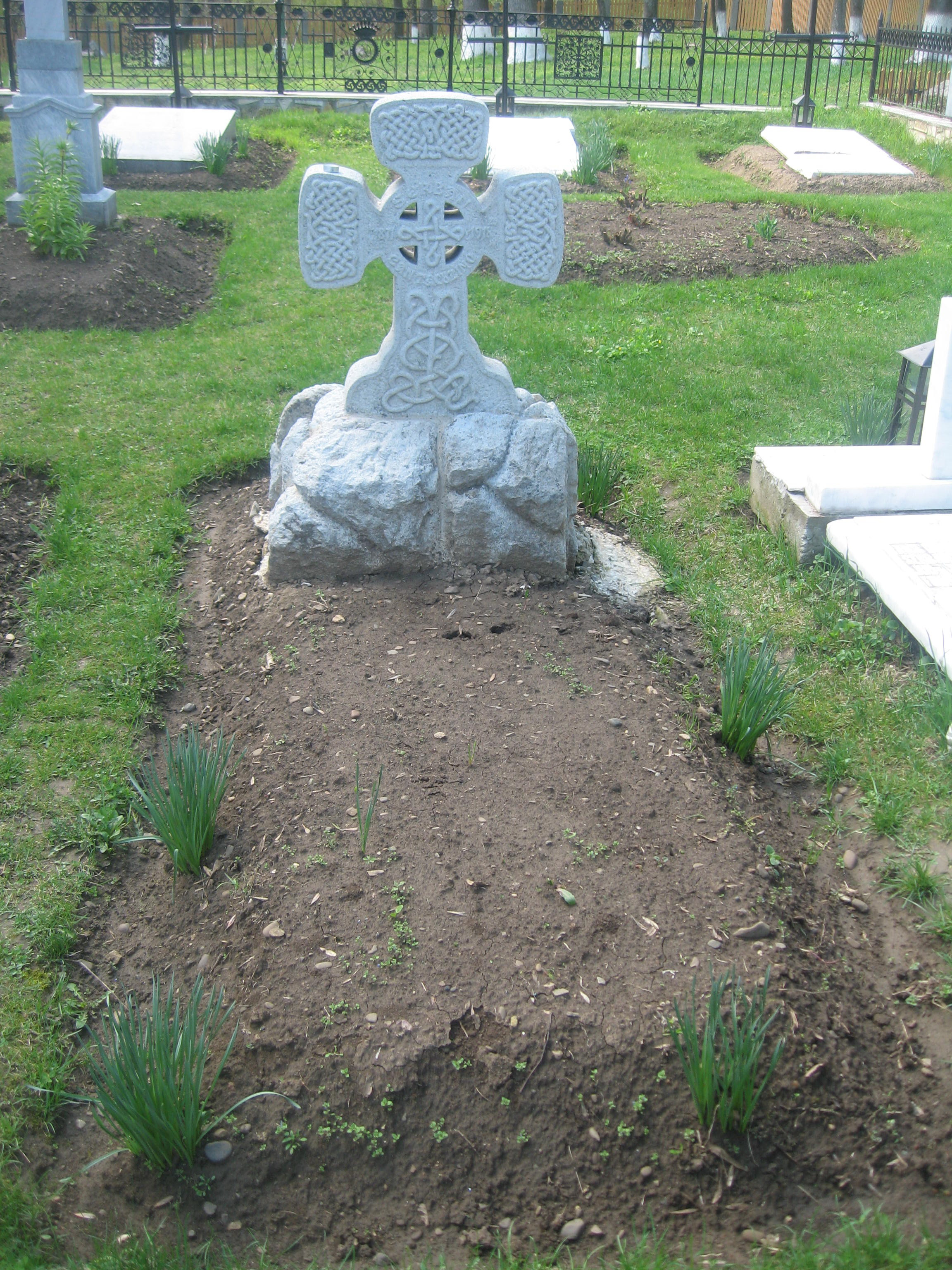
Mormântul lui Şerban Cantacuzino (1871-1918)
Iaz în curtea mănăstirii
Iaz în curtea mănăstirii